# Luc-sur-Mer
Luc-sur-Mer è un comune francese di 3 185 abitanti situato nel dipartimento del Calvados nella regione della Normandia, nonché una delle località balneari della Côte de Nacre ("Costa di Madreperla").

## Società

### Evoluzione demografica
Abitanti censiti